# Pfarrhaus (Tiefenbach bei Oberstdorf)

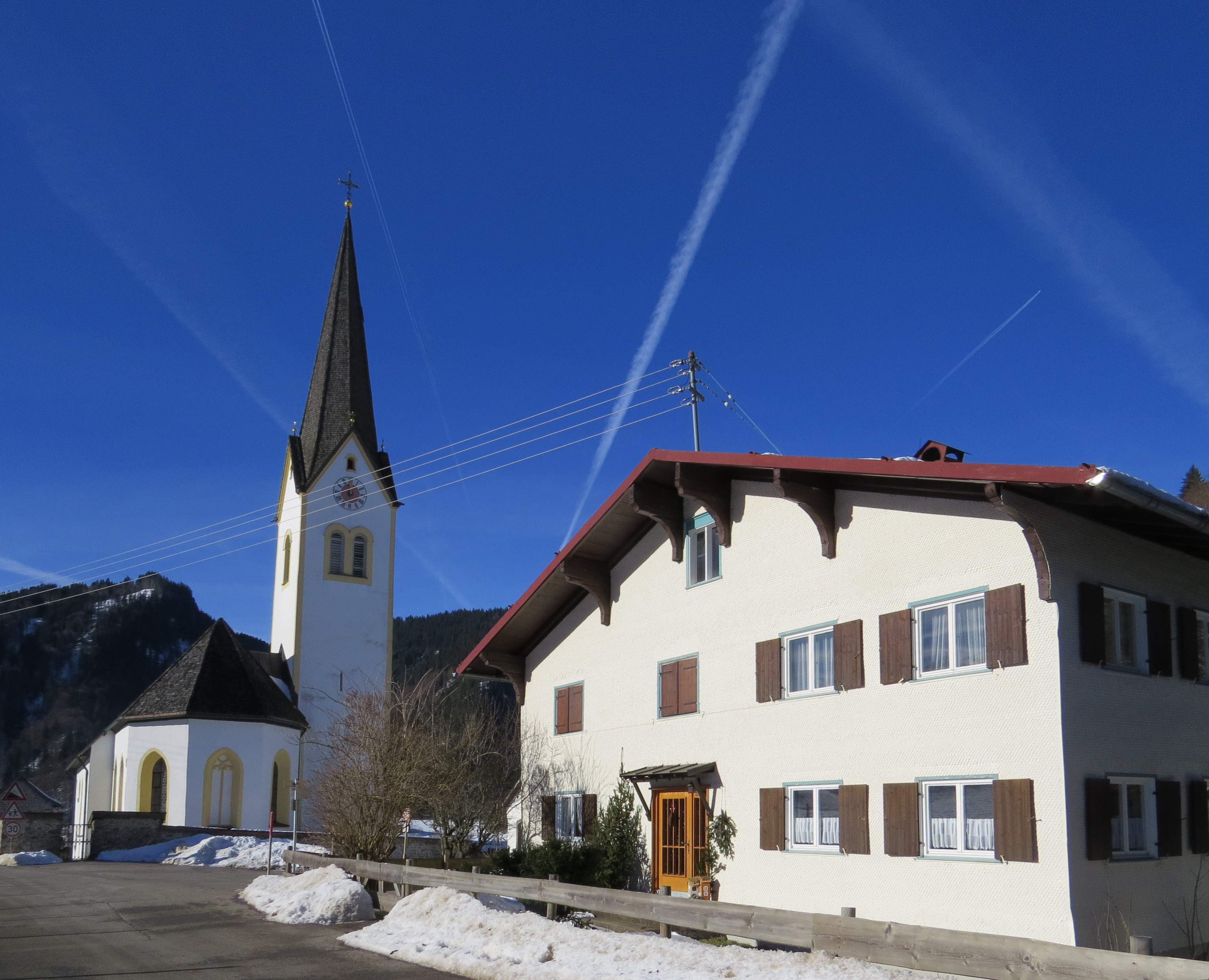
Pfarrhaus in Tiefenbach, daneben die Kirche St. Barbara

Das Pfarrhaus in Tiefenbach, einem Gemeindeteil von Oberstdorf im Landkreis Oberallgäu im bayerischen Regierungsbezirk Schwaben, wurde 1759 errichtet. Das Pfarrhaus an der Wasachstraße 23, neben der katholischen Pfarrkirche St. Barbara, ist ein geschütztes Baudenkmal.
Das Pfarrhaus ist ein zweigeschossiger verschindelter Blockbau mit Flachsatteldach.